# Dioscorea longituba
Dioscorea longituba är en enhjärtbladig växtart som beskrevs av Edwin Burton Uline. Dioscorea longituba ingår i släktet Dioscorea och familjen Dioscoreaceae. Inga underarter finns listade i Catalogue of Life.